# 柏村武昭
柏村 武昭（かしむら たけあき、1944年〈昭和19年〉1月1日 - ）は、日本のフリーアナウンサー、タレント、司会者、政治家。自由民主党所属の元参議院議員（1期）。
「木へんにホワイト、柏村武昭です」のキャッチフレーズで知られている。
婚姻歴は2回で、現在の妻は、元「はしだのりひことエンドレス」のヴォーカル・林竹洋子。洋子との間に授かった娘の柏村星良も、タレントとして活動している。

## 略歴
広島県三次市出身。広島県立三次高等学校（演劇部に所属）を経て、早稲田大学第一文学部演劇学科に入学。在学中は露木茂（のちのフジテレビアナウンサー）などが所属していた早稲田大学放送研究会に所属。ナレオハワイアンズの司会などで活動。大学卒業後、1966年4月に中国放送（RCC）にアナウンサーとして入社。
1975年、『飛び出せ!全国DJ諸君』（地方民間放送共同制作協議会制作）でグランプリを獲得。同時にニッポン放送系『オールナイトニッポン』のパーソナリティをローカル局のアナウンサーとして初めて担当した。これをきっかけに同年8月、RCCを退社。上京後は土居まさるの個人事務所に所属。TBSのクイズ番組『あいうえゲーム 七つの文字』（同年10月 - 1976年3月）を皮切りにフリーアナウンサーに転身。『クイズ!家族ドレミファ大賞』（『クイズ・ドレミファドン!』の前身）（フジテレビ）の司会者も務めた。キャッチフレーズは「木へんにホワイト」。「広島のアラン・ドロンあるいは中条きよし」を自称し、地元では人気者であった。
代表的な番組としてはRCC局アナ時代からの『サテライトNo.1』、フリーアナウンサーになってからの『お笑いマンガ道場』（中京テレビ）、『柏村武昭のテレビ宣言』（広島テレビ）などがある。現在の妻の洋子とは『サテライトNo.1』のアシスタントを務めていたことが縁で結婚した。
RCCラジオの『サテライトNo.1』は最高聴取率28%、平均聴取率20%超を記録。広島テレビの『柏村武昭のテレビ宣言』は「共感」をモットーに分かりやすく製作した番組で広島の夕方の顔として、平均視聴率が20%強を記録。占拠率は最高54%という人気番組に成長した。この夕方のワイド番組の成功を全国のローカル各局も注目。33局のプロジェクトチームが見学に来たという。
2000年、『柏村武昭のテレビ宣言』を降板。翌2001年7月の参議院議員通常選挙に広島県選挙区から無所属で立候補し、初当選。当選後は自由民主党に入党。江藤・亀井派に所属した。
2005年8月8日の参議院本会議で郵政民営化法案に反対票を投じるため、防衛庁長官政務官の辞表を提出したが辞表は受理されず、罷免された。
その1年後、参議院外交防衛委員長に就任。以前からの持論であった防衛庁を防衛省に格上げする法案を委員会で可決させる。
2007年4月8日執行の広島市長選挙に、自民党の推薦を受け、無所属で立候補した。これにより柏村は告示日の同年3月25日付で公職選挙法の規定により参議院議員を退職（自動失職）となった。選挙戦では得票順3位で落選した。
2009年7月から古巣RCCの『お好み焼きのある風景』でラジオ番組に復帰。

## 発言録
- 2004年4月26日の参議院決算委員会で、イラク日本人人質事件の人質救出に関する支出について、「人質の中には自衛隊のイラク派遣に公然と反対していた人もいるらしい。そんな反政府、反日的分子のために血税を用いることは強烈な違和感、不快感を持たざるを得ない」と発言した[5]。これに対して自由民主党の福田康夫官房長官と民主党の野田佳彦国会対策委員長（いずれも当時の肩書）は4月27日にこの発言を批判した[6]。これについて柏村は4月28日、テレビ朝日系『スーパーモーニング』に出演。「私は、こういう不幸な人質事件が二度と起こってはいけない。また彼らが色々な人のお陰で何とか解放されたのに、『ありがとう』とか『すいません』こういった言葉も出ない。しかも、さらに『まだイラクに残って活動したい』。さすがに小泉首相も『まだこんなことを言っているのか』とあきれ返っていたが、『私は今はイラクには渡航しないでくれという外務省の勧告を無視して出国したということは、やはり彼らは日本の方針に反している人たちではないか、という意味で反日という言葉を使いました」と反論している[7]。その後、柏村は委員長にこの発言の訂正を申し立て[5]、5月31日に「反日的」「反日」の部分が国会会議録から削除された[8]。
- 同じ4月26日の委員会では他にも、外国人犯罪についての質疑の中で中華人民共和国に言及し、「刑務所の内にも外にも人権なんてものは恐らくないんでしょう。それに比べれば日本の刑務所は楽園だ」と述べた[5]。
- 2007年3月16日の広島市長選挙討論会で「親戚縁者被爆している。平和でなきゃいけないのは当たり前。広島の市民は世界に平和を発信する恒久的な義務を負っている。しかしながら近隣諸国に常識はずれの国が出てきた場合テポドンが飛んできた場合に我々の生命財産がどうなる？ それへの備えを考えねばいけない。平和を発信しなけりゃいけない。世界から核を無くさなければいけない。一生懸命頑張るが同時に座して死を待つ状態はいけない。核保有は広島市民である以上、議論もしてはいけない」と表明した[9]。

## 年譜
- 1944年（昭和19年）1月1日 - 広島県三次市に生まれる
- 1966年（昭和41年）3月 - 早稲田大学第一文学部演劇学科卒業
- 1966年（昭和41年）4月 - 中国放送に入社
- 1972年（昭和47年）5月 - 『サテライトNo.1』放送開始
- 1975年（昭和50年）4月 - 『オールナイトニッポン』のパーソナリティを担当
- 1975年（昭和50年）8月 - 中国放送を退社
- 1977年（昭和52年）4月 - 中京テレビ『お笑いマンガ道場』の司会に就任
- 1983年（昭和58年） - 株式会社ホワイトを設立、代表取締役に就任
- 1988年（昭和63年）3月 - 『サテライトNo.1』終了（その後1995年～1996年に復活）
- 1989年（平成元年）4月 -  RSK・RCC・KRY『つないでサン局山陽路』放送開始（～1990年3月）
- 1990年（平成2年）4月 - 中国地方民放4局『柏村武昭の55ふるさと中国路』放送開始（～1992年9月）
- 1992年（平成4年）10月 - RCC・KRY・BSS『柏村武昭のサンデートライアングル』放送開始（～1994年3月）
- 1993年（平成5年）4月 - 広島テレビ『柏村武昭のテレビ宣言』のキャスターに就任
- 1994年（平成6年）3月 - 『お笑いマンガ道場』終了
- 1994年（平成6年）4月 - 『ドカンと一発！ダイナマイトステーション』放送開始（～1995年9月）
- 2001年（平成13年）3月 - 『柏村武昭のテレビ宣言』のキャスターを降板
- 2001年（平成13年）7月 - 参議院議員選挙に無所属で出馬、無党派を掲げて当選
- 2001年（平成13年）10月 - 自民党に入党
- 2004年（平成16年）9月 - 防衛庁長官政務官就任
- 2005年（平成17年）8月 - 防衛庁長官政務官罷免（郵政民営化法案反対のため）
- 2006年（平成18年）10月 - 参議院防衛外交委員長就任
- 2007年（平成19年）3月 - 広島市長選挙に立候補、参議院議員を退職（自動失職）
- 2007年（平成19年）4月 - 広島市長選挙で落選
- 2009年（平成21年）7月 - 中国放送『お好み焼きのある風景』でラジオ番組に復帰
- 2010年（平成22年）12月 - 広島エフエム放送『柏村武昭のだんRUNラジオ』放送開始
- 2013年（平成25年）9月 - 広島テレビ『テレビ派ランチ』放送開始
- 2022年（令和4年）  10月-中国放送70周年記念番組『サテライトno.1』1日限定復活放送

## 担当番組

### 現在の担当番組
ラジオ
- お好み焼きのある風景（中国放送・2009年7月 - ）
- 柏村武昭のだんRUNラジオ（広島エフエム放送・2010年12月 - ）

### 過去の担当番組
テレビ
- あいうえゲーム 七つの文字（TBS・1975年10月 - 1976年3月）
- クイズ!家族ドレミファ大賞（フジテレビ・1976年4月 - 1976年9月）
- お笑いマンガ道場（中京テレビ・1977年4月 - 1994年3月）
- ミセス&ミセス（日本テレビ・1978年 - 1979年）
- サイボーグ009前夜祭 アニメでフィーバー!（テレビ朝日・1979年2月）
- TVフォーカス～NEWSだけがNEWSじゃない～（テレビ東京・1983年4月 - 1983年12月）
- 柏村武昭のテレビ宣言（広島テレビ・1993年4月 - 2001年3月）
- テレビ派ランチ（広島テレビ・2013年9月 - 2015年9月）
- みよし観光研究所（広島テレビ・2016年4月 - 2018年3月27日）[10]
- 復活!令和もお笑いマンガ道場（中京テレビ・2021年9月）

ラジオ
- RCC〇曜ビバナイター（入社後ごく数年）
- オールナイトニッポン火曜第2部（ニッポン放送・1975年4月 - 1975年9月）[1]
- 柏村武昭と田畑達志のがんばるワイド（ニッポン放送・1976年10月 - 1977年3月）
  - ナイターオフ番組として月曜日 - 金曜日の18:10 - 19:00に放送
- サンスイ・ベスト・リクエスト（FM東京）[1]
- The Radio お元気ですか土居まさるです（TBSラジオ）※夏休み中の土居まさるの代行パーソナリティを担当
- 柏ヤン・ノンノン 夜のジョッキー（TBSラジオ・1975年10月 - 1976年3月）
  - 「ノンノン」とはフリーアナウンサー（元日本テレビアナウンサー）の江川範子。月曜日～金曜日の帯番組で地方局にもネットされた
- 世界のジャンプポップス
- ビクターミュージックホリデー
- 柏村武昭の土曜日ドンドン歌謡曲（中国放送・1986年 - 1988年）[1]
  - 土曜午後のワイド番組。前身番組の『ふれあい土曜日』（柏村が担当）～『世の中土曜日うきうきワイド』（煙石博アナウンサーが担当）は14時～15時55分の放送だったが、本番組から放送時間が1時間繰り上がり、13時からの放送となった
  - オープニングテーマはTHE SQUARE（T-SQUARE）の「OMENS OF LOVE」
  - やすべぇ（大谷泰彦）の街かど中継、歌謡曲ベストテンなどのコーナーがあり、歌謡曲ベストテンのデータはTBSテレビ『ザ・ベストテン』のランキングデータに使用された
- サテライトNo.1（中国放送・1972年5月 - 1988年3月）[1]
- つないでサン局山陽路（中国放送・1989年4月 - 1990年3月）
- 柏村武昭の55ふるさと中国路（中国放送・1990年4月 - 1992年9月）
- 土曜ワイドBAOBAB（文化放送・1990年10月 - ）
- 柏村武昭のサンデートライアングル（中国放送・1992年10月 - 1994年3月）
- ドカンと一発！ダイナマイトステーション（中国放送・1994年4月 - 1995年9月）
- 柏村・やすべえのサテライトNo.1（中国放送・1995年 - 1996年）

## CM出演
- 広島会計学院
- 京都きもの学院
- オーパイ
- ダイイチ（現エディオン、1985年）
- オタフクソース

## 著書
- 『広島味どころ』〈カラーブックス ; 665〉、保育社、1985年1月5日。 - 表紙のイラストはお笑いマンガ道場解答者、富永一朗が担当。
- 『柏村武昭のグルメ宣言』ガリバープロダクツ、1994年11月。
- 『スーパーマン（ゲームソフト）』 1987年 ケムコ ファミコン - 柏村はプロデュースを担当

## ディスコグラフィー
- 『痛快!赤ヘル音頭』1975年、吉岡治作詞、市川昭介作曲編曲、キャニオンレコード（現：ポニーキャニオン）